# Team Zero Percent
Team Zero Percent (Equipo Cero Por Ciento en español, estilizado como Team 0%) es un proyecto comunitario cuyo objetivo es que cada nivel creado por los usuarios en Super Mario Maker y Super Mario Maker 2 haya sido completado por al menos una persona.
El proyecto completó todos los niveles de Super Mario Maker antes del cierre de los servidores en línea de Wii U y 3DS anunciado para abril de 2024. A la fecha de marzo de 2024, el objetivo del proyecto es completar todos los niveles en Super Mario Maker 2 creados antes del 2022.

## Antecedentes
Super Mario Maker es un videojuego de 2015 para la Wii U y Nintendo 3DS en donde jugadores pueden crear y jugar niveles de plataforma usando mecánicas de varias versiones de la serie Super Mario. Estos niveles podían ser publicados para que otros los jugaran, siempre y cuando el creador del nivel pudiera primero verificar el nivel  completándolo ellos mismos.

## Historia
El proyecto comenzó cuando un jugador compiló una hoja de cálculo de niveles con un cero por ciento de intentos con éxito (lo que significa que nadie había completado el nivel) en Super Mario Maker y la compartió en Reddit. Jugadores en línea luego crearon un servidor de Discord dedicado a completar todos los niveles en la hoja de cálculo.
En marzo de 2021, Nintendo deshabilitó la subida de nuevos niveles a Super Mario Maker, lo cual hizo realísticamente posible completar todos los niveles.Atención por parte de streamers continuó aumentando la popularidad del proyecto. Para febrero de 2023, solo había 41,113 niveles sin completar.
En octubre de 2023, Nintendo anunció el cierre de sus servicios en línea para Wii U y 3DS, incluyendo Super Mario Maker. Tras este anuncio, un número significativo de jugadores se unió al esfuerzo para completar los niveles restantes del juego antes de que se cerraran los servicios en línea, ya que los niveles ya no serían accesibles.
Con una fecha límite del 8 de abril de 2024, los jugadores rápidamente comenzaron a completar niveles. Cuatro semanas después del anuncio del cierre, el equipo completó 7,384 niveles más, quedando así menos de 25,000 niveles. Al 5 de marzo de 2024, quedaban solo 178 niveles. 
El 15 de marzo de 2024 se completó el último nivel. Se creía que otro nivel, "Trimming the Herbs", permanecía hasta una semana después, cuando el creador de este nivel reveló que se había subido usando con asistencia de herramientas, excluyéndolo de ser un "nivel legítimo".
A la fecha de marzo de 2024, el equipo planea en continuar completando todos los niveles en Super Mario Maker 2 .

## Reglas
Los niveles considerados necesarios para completarse son los niveles humanamente posibles. Se excluyeron los niveles subidos utilizando trucos que son imposibles o que no fueron subidos legítimamente. De manera similar, los niveles que eran posibles con glitches que fueron parchados que no se pueden completar de formas no intencionales, no se contaron como completables. La mayoría de ellos han sido eliminados por Nintendo.
Para que un nivel se considere "completado", el nivel debe pasarse legítimamente, sin trampas ni herramientas externas. El creador del nivel no puede completarlos, ya que el juego no reconoce esto como un nivel completado.